# توم بايروم
توم بايروم (بالإنجليزية: Tom Byrum)‏ هو لاعب غولف أمريكي، ولد في 28 سبتمبر 1960 في أونيدا في الولايات المتحدة.

## وصلات خارجية
- توم بايروم على موقع رابطة لاعبي الغولف المحترفين (الإنجليزية)
- توم بايروم على موقع التصنيف العالمي الرسمي للغولف (الإنجليزية)